# 金浦都市鐵道
金浦都市鐵道（：／ Gimpo dosicheoldo */?）又稱金浦黃金線，是一條連結首爾特別市與京畿道金浦市的輕軌運輸系統，屬於漢江新都市廣域交通對策的一環，同時也是金浦國際機場的機場聯外軌道運輸系統。路線起自金浦市陽村站、終於首爾江西區金浦机场站，全線長23.67公里，沿途共設10個車站，由金浦金線運營股份有限公司負責營運管理。於2014年3月26日動工興建，2019年9月28日正式通車

## 路線資料
- 路線模式：九來站至金浦机场站路段地下化，韓國首度使用地方自治團體預算興建輕電鐵
- 車輛系統：引入現代樂鐵製作鋼輪AGT輕電鐵（2輛1編組）/總23編組
- 耗資額度：合共1兆5086億韓圓，韓國土地住宅公社（LH）分擔1兆2000億韓圓，金浦市分擔3086億韓圓
- 所有單位：金浦市
- 營運單位：金浦金線運營（朝鲜语：김포골드라인운영）（首爾交通公社子公司）
- 建設管理：國家鐵道公團、首爾交通公社以65：35的比例管理
- 路線長度：23.6公里
- 車站數目：10
- 車輛基地：金浦漢江車輛基地（朝鲜语：김포한강차량기지）

## 歷史
- 2009年7月10日：金浦都市鐵道計畫獲國土交通部核定。
- 2014年3月26日：開始動工。
- 2017年2月22日：列車運抵車輛基地。
- 2017年12月：全線試運轉。
- 2019年9月28日：全線開通營運。

## 車站列表
| 車站編號 | 中文站名          | 韓文站名     | 英文站名            | 站間距離 | 營業距離 | 接續路線                                                            | 所在地     | 所在地 |
| -------- | ----------------- | ------------ | ------------------- | -------- | -------- | ------------------------------------------------------------------- | ---------- | ------ |
| G100     | 陽村              |              |                     | 0.0      | 0.0      |                                                                     | 京畿道     | 金浦市 |
| G101     | 九來              |              |                     | 1.4      | 1.4      |                                                                     | 京畿道     | 金浦市 |
| G102     | 麻山              |              |                     | 1.6      | 3.0      |                                                                     | 京畿道     | 金浦市 |
| G103     | 場基              |              |                     | 2.6      | 5.6      |                                                                     | 京畿道     | 金浦市 |
| G104     | 雲陽              |              |                     | 1.7      | 7.3      |                                                                     | 京畿道     | 金浦市 |
| G105     | 傑浦北邊          |              |                     | 3.4      | 10.7     |                                                                     | 京畿道     | 金浦市 |
| G106     | 沙隅 （金浦市廳） | （김포시청） | （Gimpo City Hall） | 1.8      | 12.5     |                                                                     | 京畿道     | 金浦市 |
| G107     | 豐舞              |              |                     | 1.6      | 14.1     |                                                                     | 京畿道     | 金浦市 |
| G108     | 高村              |              |                     | 3.6      | 17.7     |                                                                     | 京畿道     | 金浦市 |
| G109     | 金浦機場          |              |                     | 5.9      | 23.6     | ●首都圈電鐵5號線 ●首爾地鐵9號線 ●仁川國際機場鐵道 ●首都圈電鐵西海線 | 首爾特別市 | 江西區 |

## 使用車輛
- 金浦金線運營1000系電聯車（朝鲜语：김포골드라인운영 1000호대 전동차）

## 問題

### 車卡不足
據韓媒《東亞日報》報導，金浦都市鐵道單在2023年首101天內就發生高達18宗安全事故（即平均每5至6天一宗），列車車廂內及月台上就會擠得水洩不通，導致有人出現包括恐慌症、過度呼吸、呼吸困難、昏倒等症狀，而事發地點都是較多乘客的車站和主要於繁忙時間發生，被韓媒稱為「地獄鐵」。有專家分析指出主要原因是因為本線每班列車只有2節車廂，其最多運載乘客數量為172人，然而每逢繁忙時間，車廂就會擠滿逾2倍的乘客人數，但每座車站的月台最多也只能容納2節車廂，若要擴建就要額外花費一筆龐大開銷。金浦市政府當年為了促使地鐵路線儘速完工通車，最終決定將一班擬定有4節車廂的列車，改為2節車廂。
為了解決地鐵站水洩不通的現象，金浦市政府於2023年4月18日表示增設直達公車替代路線和專車；另外由2023年7月份起增設30輛需求反應運輸（DRT）。